# Кардија
Кардија (грч. Καρδιά) је насељено место у општини Седес у периферији Средишња Македонија, Грчка. Према попису из 2021. године било је 3.369 становника.
Према бугарском географу и историчару, Василу Канчову, у Кардији је 1900. године живело 200 Турака. Године 1924. турско становништво је принудно исељено у Турску а на њихово место је насељено 114 грчких избегличких породица из Турске, укупно 477 особа. На попису из 1928. године Кардија је имала 445 становника. Село се раније звало Карачокали.